# Équipe de Grèce de football au Championnat d'Europe 2004
Cet article présente le parcours et la victoire de l'équipe de Grèce de football à l'Euro 2004.
Emmené par son sélectionneur allemand Otto Rehhagel, cette équipe doit son succès à une rigueur et une solidarité à toute épreuve. Tout le long du tournoi, la stratégie fut de compenser un manque de talent individuel par une supériorité numérique défensive. C'est surtout à partir des quarts de finale que la Grèce fit preuve d'une organisation et d'une efficacité redoutable, faisant déjouer tous ses adversaires en n'encaissant aucun but. S'adaptant à l'adversaire, et ayant comme obsession la destruction de son jeu, le onze grec adopta presque une posture dite de "miroir".
La sélection hellénique battra par deux fois le pays hôte le Portugal, lors du match d'ouverture tout d'abord, et par la suite en finale, privant devant son public la Seleção d'un premier titre européen. Plus tôt dans la compétition en quart de finale, la France, pourtant tenante du titre, ne pourra déjouer la tactique des grecs, tout comme la République Tchèque en demie finale malgré une génération dite dorée.

## Une sélection jusque-là insignifiante sur la scène internationale
Avant cet Euro 2004 l'histoire de la sélection grecque sur la scène internationale se résume seulement à une seule participation dans un championnat d'Europe en 1980, ayant comme épilogue une élimination au 1er tour pour un seul but marqué. Ce but qui constitue d'ailleurs jusqu'en 2004 sa seule réalisation dans une phase finale d'un championnat d'Europe. En Coupe du monde, l'historique est encore plus piteux, avec une seule phase finale disputée en 1994, pour une élimination là aussi précoce au 1e tour, et surtout aucun but de marqué pour dix encaissés. Surnommée parfois le « Le Bateau Pirate », la sélection hellénique n'a donc depuis se création en 1926 presque aucune expérience ni performance probante en compétitions officielles.

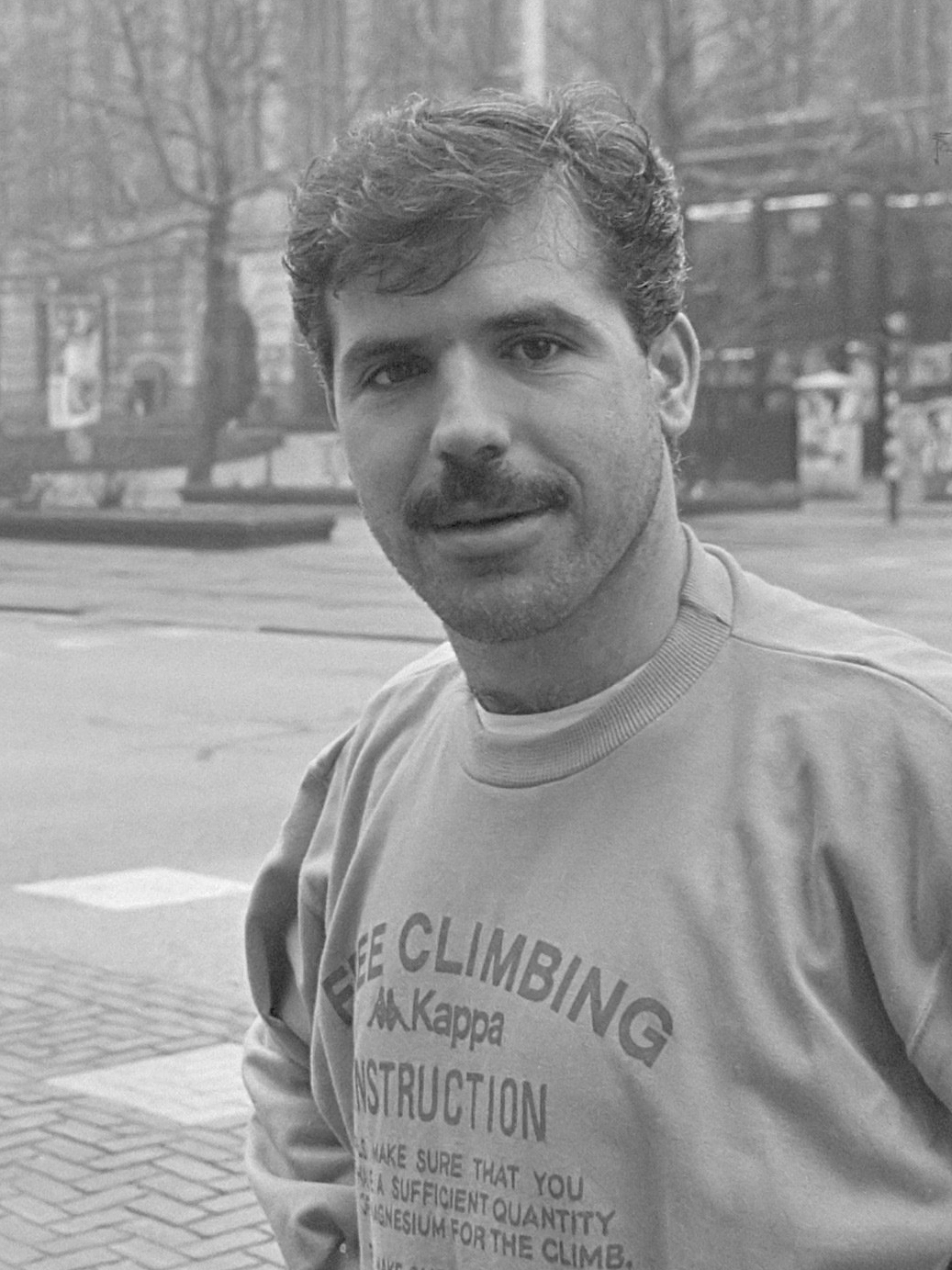
Nikos Anastopoulos était jusqu'en 2004 le seul buteur grec dans une phase finale d'un championnat d'Europe.

Avant la compétition, la Grèce a réalisé un parcours préliminaire surprenant en terminant premier de son groupe de qualification devant l'Espagne. Validant ainsi directement une seconde participation dans son histoire à un championnat d'Europe. Cette nouvelle participation pour une phase finale étant déjà considéré comme un exploit.
Les joueurs de cette sélection évoluent en majorité dans un championnat national local de second plan, ou à l'étranger, souvent dans des rôles de remplaçant, à l'image de l'avant centre Ángelos Charistéas, seulement quatrième choix offensif dans son club allemand du Werder Brême, mais qui comme d'autres joueurs à l'image du milieu défensif Theódoros Zagorákis, ou Yórgos Karagoúnis vont le temps d'un été réussir à se transcender pour porter leur sélection jusqu'au sommet du football européen.

## Otto Rehhagel, sélectionneur et tacticien de cette équipe grecque

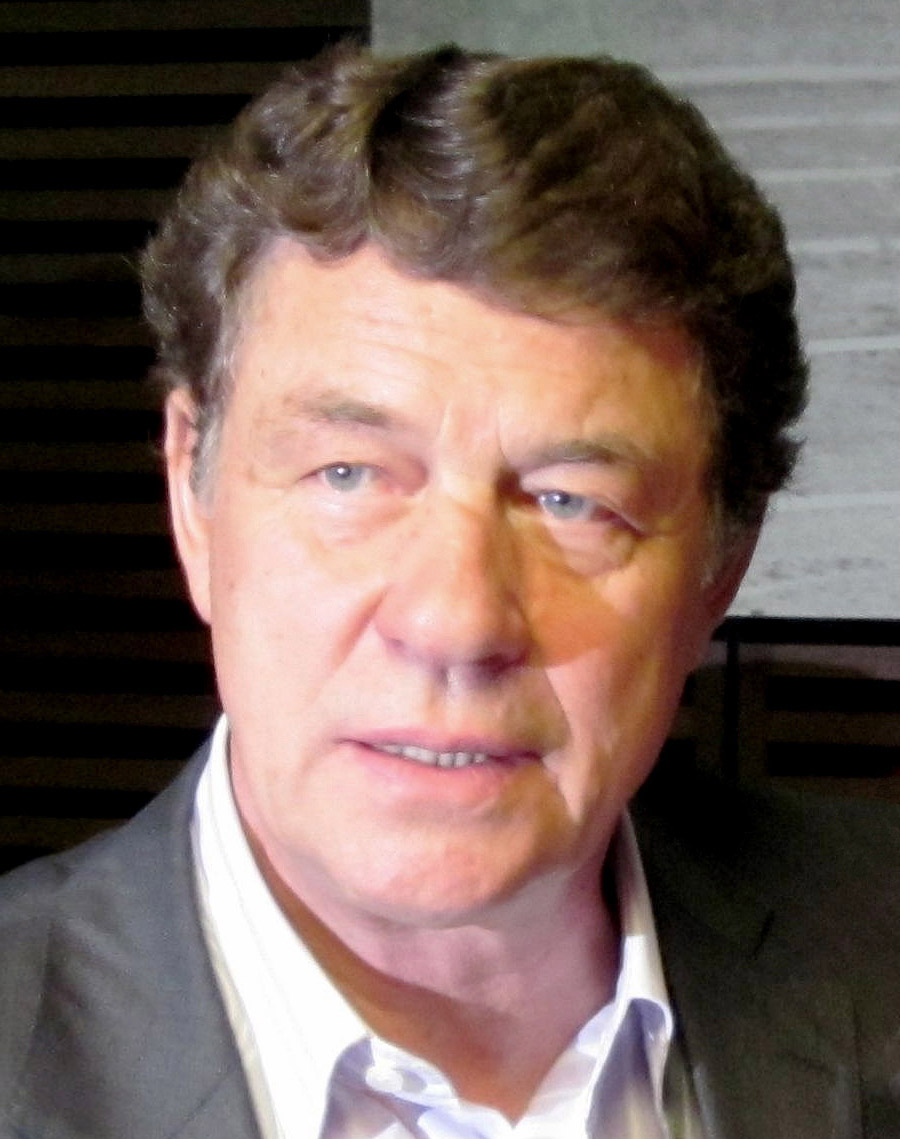
Otto Rehhagel sélectionneur de cette équipe grecque à l'Euro 2004.

Nommé sélectionneur de la formation hellénique en août 2001, ce sexagénaire ex-joueur allemand, comptant 201 matchs joués en Bundesliga de 1963 à 1972 sans aucun titre majeur remporté, a connu par la suite une carrière d'entraineur marqué notamment par trois championnat d'Allemagne remporté en 1988 et 1993 avec le Werder Brême et en 1998 avec le  FC Kaiserslautern alors promu en 1re division allemande en 1997.
Le titre de champion d'Allemagne conquis en 1998 avec Kaiserlautern sans stars ni grands joueurs alors que Rehhagel avait précédemment repris le club en deuxième division allemande fait apparaitre des similitudes avec cette épopée grecque au championnat d'Europe 2004.
Déjà hors course en août 2001 pour se qualifier pour la Coupe du monde 2002, le technicien allemand va se concentrer dès lors sur le prochain championnat d'Europe. 
Imposant à ses joueurs tant durant les qualifications que pendant la phase finale une forte discipline, une solidarité collective, et un précepte philosophique "La star c'est l'équipe", Rehhagel aura considérablement augmenté le potentiel de l'équipe grecque. Le milieu de terrain Stélios Yannakópoulos dira plus tard dans une interview adressé au journal le Guardian qu'une grande partie de la victoire grecque en 2004 est à mettre au crédit du technicien allemand.

## La campagne 2002 - 2004 menant à la phase finale au Portugal.

#### Les joueurs grecs utilisés durant la campagne 2002 - 2004.
| Adversaire                  | Drapeau de la Roumanie | Drapeau de l'Espagne | Drapeau de l'Ukraine | Drapeau de l'Arménie | Drapeau de l'Irlande | Drapeau de Chypre | Drapeau de la Norvège | Drapeau de l'Autriche | Drapeau de l'Irlande du Nord (drapeau du Royaume-Uni) | Drapeau de la Slovaquie | Drapeau de l'Espagne | Drapeau de l'Ukraine | Drapeau de la Suède | Drapeau de l'Arménie | Drapeau de l'Irlande du Nord (drapeau du Royaume-Uni) | Drapeau du Portugal | Drapeau de la Bulgarie | Drapeau de la Suisse | Drapeau des Pays-Bas | Drapeau de la Pologne | Drapeau du Liechtenstein | Drapeau du Portugal | Drapeau de l'Espagne | Drapeau de la Russie | Drapeau de la France | Drapeau de la Tchéquie | Drapeau du Portugal |
| Compétition                 |                        |                      |                      |                      |                      |                   |                       |                       |                                                       |                         |                      |                      |                     |                      |                                                       |                     |                        |                      |                      |                       |                          |                     |                      |                      |                      |                        |                     |
| Gardiens de but             | Gardiens de but        | Gardiens de but      | Gardiens de but      | Gardiens de but      | Gardiens de but      | Gardiens de but   | Gardiens de but       | Gardiens de but       | Gardiens de but                                       | Gardiens de but         | Gardiens de but      | Gardiens de but      | Gardiens de but     | Gardiens de but      | Gardiens de but                                       | Gardiens de but     | Gardiens de but        | Gardiens de but      | Gardiens de but      | Gardiens de but       | Gardiens de but          | Gardiens de but     | Gardiens de but      | Gardiens de but      | Gardiens de but      |                        |                     |
| --------------------------- | ---------------------- | -------------------- | -------------------- | -------------------- | -------------------- | ----------------- | --------------------- | --------------------- | ----------------------------------------------------- | ----------------------- | -------------------- | -------------------- | ------------------- | -------------------- | ----------------------------------------------------- | ------------------- | ---------------------- | -------------------- | -------------------- | --------------------- | ------------------------ | ------------------- | -------------------- | -------------------- | -------------------- | ---------------------- | ------------------- |
| Antónios Nikopolídis        | 90                     | 90                   | 90                   | 90                   | 45                   | 45                | 90                    | 45                    | 90                                                    | 90                      | 90                   | 90                   | 90                  | 90                   | 90                                                    | 90                  | 90                     | 90                   | 90                   | 90                    | 90                       | 90                  | 90                   | 90                   | 90                   | 105                    | 90                  |
| Dionýsis Chiótis            | -                      | -                    | -                    | -                    | 45                   | -                 | -                     | -                     | -                                                     | -                       | -                    | -                    | -                   | -                    | -                                                     | -                   | -                      | -                    | -                    | -                     | -                        | -                   | -                    | -                    | -                    | -                      | -                   |
| Konstantínos Chalkiás       | -                      | -                    | -                    | -                    | -                    | -                 | -                     | 45                    | -                                                     | -                       | -                    | -                    | -                   | -                    | -                                                     | -                   | -                      | -                    | -                    | -                     | -                        | -                   | -                    | -                    | -                    | -                      | -                   |
| Nikolaos Michopoulos        | -                      | -                    | -                    | -                    | -                    | 45                | -                     | -                     | -                                                     | -                       | -                    | -                    | -                   | -                    | -                                                     | -                   | -                      | -                    | -                    | -                     | -                        | -                   | -                    | -                    | -                    | -                      | -                   |
| Défenseurs                  |                        |                      |                      |                      |                      |                   |                       |                       |                                                       |                         |                      |                      |                     |                      |                                                       |                     |                        |                      |                      |                       |                          |                     |                      |                      |                      |                        |                     |
| Traïanós Déllas             | 90                     | 90                   | 90                   | 90                   | -                    | -                 | -                     | -                     | -                                                     | 90                      | 90                   | 90                   | 90                  | 90                   | 90                                                    | 90                  | 90                     | 90                   | 90                   | 90                    | 90                       | 90                  | 90                   | 90                   | 90                   | 105                    | 90                  |
| Takis Fyssas                | 63                     | 72                   | -                    | 30                   | 45                   | 45                | 90                    | 45                    | 19                                                    | 45                      | -                    | 90                   | 45                  | 90                   | 90                                                    | 90                  | 76                     | 80                   | 65                   | 90                    | 45                       | 90                  | 86                   | 1                    | 90                   | 105                    | 90                  |
| Yoúrkas Seïtarídis          | 85                     | -                    | 90                   | 90                   | 45                   | 45                | -                     | 90                    | -                                                     | 45                      | 90                   | 90                   | 60                  | 90                   | 90                                                    | 75                  | 90                     | 78                   | 82                   | 44                    | -                        | 90                  | 90                   | 90                   | 90                   | 105                    | 90                  |
| Sotírios Kyrgiákos          | 90                     | -                    | -                    | -                    | 90                   | 45                | 58                    | 45                    | 90                                                    | -                       | -                    | -                    | -                   | -                    | -                                                     | -                   | -                      | -                    | -                    | -                     | -                        | -                   | -                    | -                    | -                    | -                      | -                   |
| Giannis Goumas              | 45                     | -                    | -                    | -                    | 45                   | 45                | 90                    | -                     | -                                                     | -                       | -                    | -                    | -                   | -                    | -                                                     | -                   | 14                     | 10                   | 90                   | -                     | 30                       | -                   | -                    | -                    | -                    | -                      | -                   |
| Stélios Venetídis           | 27                     | -                    | 90                   | 60                   | 45                   | 45                | 14                    | 45                    | 71                                                    | 90                      | 80                   | -                    | 45                  | -                    | 45                                                    | 45                  | -                      | -                    | 25                   | 28                    | 45                       | -                   | 4                    | 89                   | -                    | -                      | 14                  |
| Níkos Dabízas               | -                      | 90                   | 90                   | 90                   | 45                   | -                 | 90                    | 45                    | 90                                                    | -                       | 90                   | 90                   | 10                  | -                    | 45                                                    | 4                   | 45                     | 45                   | 90                   | 45                    | -                        | -                   | -                    | -                    | -                    | -                      | -                   |
| Michális Kapsís             | -                      | -                    | -                    | -                    | -                    | -                 | -                     | -                     | -                                                     | -                       | 90                   | 90                   | 80                  | 90                   | -                                                     | 86                  | 45                     | 45                   | -                    | 55                    | 60                       | 90                  | 90                   | 90                   | 90                   | 105                    | 90                  |
| Paraskevás Ántzas           | -                      | -                    | -                    | -                    | -                    | 45                | -                     | -                     | -                                                     | 90                      | -                    | -                    | 90                  | 90                   | 90                                                    | -                   | -                      | -                    | -                    | -                     | -                        | -                   | -                    | -                    | -                    | -                      | -                   |
| Spyros Vallas               | -                      | -                    | -                    | -                    | -                    | 45                | 32                    | -                     | -                                                     | -                       | -                    |                      | -                   | -                    | -                                                     | -                   | -                      | -                    | -                    | -                     | -                        | -                   | -                    | -                    | -                    | -                      | -                   |
| Georgios Amanatidis         | 5                      | -                    | -                    | -                    | -                    | -                 | -                     | -                     | -                                                     | -                       | -                    | -                    | -                   | -                    | -                                                     | -                   | -                      | -                    | -                    | -                     | -                        | -                   | -                    | -                    | -                    | -                      | -                   |
| Milieux                     |                        |                      |                      |                      |                      |                   |                       |                       |                                                       |                         |                      |                      |                     |                      |                                                       |                     |                        |                      |                      |                       |                          |                     |                      |                      |                      |                        |                     |
| Theódoros Zagorákis         | 45                     | 45                   | 69                   | 45                   | 30                   | -                 | 90                    | 45                    | 90                                                    | 45                      | 90                   | 72                   | 45                  | 6                    | 1                                                     | 68                  | 90                     | 90                   | 45                   | 45                    | 45                       | 90                  | 90                   | 90                   | 90                   | 105                    | 90                  |
| Stelios Giannakopoulos      | 59                     | 90                   | 24                   | 45                   | 45                   | 45                | 45                    | 45                    | 90                                                    | 62                      | 90                   | 90                   | 71                  | 67                   | 90                                                    | 45                  | -                      | 45                   | 45                   | 90                    | 45                       | 67                  | 49                   | -                    | -                    | 33                     | 76                  |
| Vasílios Tsiártas           | 45                     | 90                   | 90                   | 45                   | 45                   | 45                | 45                    | 69                    | 74                                                    | 45                      | 37                   | 18                   | -                   | -                    | 90                                                    | 45                  | 65                     | 67                   | 45                   | 45                    | 45                       | -                   | 37                   | 48                   | 5                    | 15                     | -                   |
| Ángelos Basinás             | 45                     | 45                   | 21                   | 90                   | 60                   | 66                | 90                    | -                     | -                                                     | 45                      | -                    | -                    | 45                  | 90                   | 89                                                    | 45                  | 80                     | 23                   | 45                   | 45                    | 90                       | 90                  | -                    | 42                   | 85                   | 72                     | 90                  |
| Pantelís Kafés              | 45                     | -                    | -                    | 90                   | 30                   | 45                | -                     | 45                    | 16                                                    | 45                      | -                    | -                    | 45                  | -                    | -                                                     | -                   | 25                     | -                    | -                    | 35                    | 45                       | -                   | -                    | -                    | -                    | -                      | -                   |
| Vasílios Lákis              | 31                     | -                    | 66                   | -                    | -                    | -                 | 45                    | 45                    | -                                                     | 28                      | 55                   | 45                   | -                   | -                    | -                                                     | 45                  | 45                     | 45                   | 45                   | 45                    | 45                       | 16                  | -                    | -                    | 30                   | -                      | -                   |
| Yórgos Karagoúnis           | -                      | 49                   | 90                   | -                    | 60                   | 90                | -                     | 69                    | 90                                                    | 65                      | 53                   | 90                   | 45                  | 84                   | -                                                     | 90                  | -                      | -                    | 45                   | 45                    | -                        | 45                  | 53                   | -                    | 90                   | 105                    | -                   |
| Kóstas Katsouránis          | -                      | -                    | -                    | -                    | -                    | -                 | -                     | -                     | -                                                     | -                       | -                    | -                    | 30                  | -                    | -                                                     | 22                  | 10                     | 90                   | -                    | 90                    | 90                       | 45                  | 90                   | 90                   | 90                   | 105                    | 90                  |
| Konstantinos Konstantinidis | 45                     | 41                   | -                    | -                    | -                    | 24                | -                     | 90                    | 90                                                    | -                       | -                    | -                    | -                   | -                    | -                                                     | -                   | -                      | -                    | -                    | -                     | -                        | -                   | -                    | -                    | -                    | -                      | -                   |
| Chrístos Patsatzóglou       | -                      | 90                   | -                    | -                    | 45                   | 45                | -                     | -                     | -                                                     | -                       | -                    | -                    | -                   | -                    | -                                                     | -                   | -                      | -                    | -                    | -                     | -                        | -                   | -                    | -                    | -                    | -                      | -                   |
| Attaquants                  |                        |                      |                      |                      |                      |                   |                       |                       |                                                       |                         |                      |                      |                     |                      |                                                       |                     |                        |                      |                      |                       |                          |                     |                      |                      |                      |                        |                     |
| Ángelos Charistéas          | 45                     | 90                   | 90                   | 90                   | 90                   | -                 | 45                    | 45                    | 90                                                    | 65                      | 35                   | 45                   | 45                  | 45                   | 45                                                    | 72                  | 45                     | 45                   | 45                   | -                     | 90                       | 74                  | 90                   | 90                   | 90                   | 105                    | 90                  |
| Démis Nikolaïdis            | 72                     | 90                   | 66                   | 90                   | 45                   | -                 | 45                    | 45                    | 40                                                    | -                       | -                    | -                    | 45                  | 45                   | 45                                                    | 45                  | -                      | 90                   | 45                   | -                     | -                        | 23                  | 41                   | 20                   | 60                   | -                      | -                   |
| Zísis Vrýzas                | 45                     | 18                   | 24                   | -                    | -                    | -                 | 76                    | 90                    | 50                                                    | 90                      | 90                   | 66                   | 45                  | 90                   | 90                                                    | -                   | 45                     | 45                   | 45                   | -                     | 45                       | 90                  | 90                   | 90                   | -                    | 90                     | 81                  |
| Giórgios Georgiádis         | 18                     | -                    | -                    | -                    | 45                   | 45                | 45                    | 21                    | -                                                     | 25                      | -                    | -                    | 45                  | -                    | -                                                     | 15                  | 45                     | -                    | 8                    | 46                    | 45                       | -                   | -                    | -                    | -                    | -                      | -                   |
| Ioánnis Amanatídis          | -                      | -                    | -                    | -                    | 45                   | -                 | -                     | 21                    | -                                                     | -                       | -                    | -                    | -                   | -                    | -                                                     | -                   | 45                     | -                    | -                    | -                     | -                        | -                   | -                    | -                    | -                    | -                      | -                   |
| Dimítrios Papadópoulos      | -                      | -                    | -                    | -                    | 45                   | -                 | -                     | -                     | -                                                     | -                       | -                    | -                    | -                   | -                    | -                                                     | 18                  | 45                     | 12                   | 45                   | 62                    | 45                       | -                   | -                    | 70                   | -                    | -                      | 9                   |
| Níkos Liberópoulos          | -                      | -                    | -                    | -                    | -                    | 45                | -                     | -                     | -                                                     | -                       | -                    | -                    | -                   | -                    | -                                                     | -                   | -                      | -                    | -                    | -                     | -                        | -                   | -                    | -                    | -                    | -                      | -                   |
| Anestis Agritis             | -                      | -                    | -                    | -                    | -                    | 45                | -                     | -                     | -                                                     | -                       | -                    | -                    | -                   | -                    | -                                                     | -                   | -                      | -                    | -                    | -                     | -                        | -                   | -                    | -                    | -                    | -                      | -                   |
| Lámbros Choútos             | -                      | -                    | -                    | -                    | -                    | 45                | -                     | -                     | -                                                     | 25                      | -                    | 24                   | 19                  | -                    | -                                                     | -                   | -                      | -                    | -                    | -                     | -                        | -                   | -                    | -                    | -                    | -                      | -                   |
| Adversaire                  | Drapeau de la Roumanie | Drapeau de l'Espagne | Drapeau de l'Ukraine | Drapeau de l'Arménie | Drapeau de l'Irlande | Drapeau de Chypre | Drapeau de la Norvège | Drapeau de l'Autriche | Drapeau de l'Irlande du Nord (drapeau du Royaume-Uni) | Drapeau de la Slovaquie | Drapeau de l'Espagne | Drapeau de l'Ukraine | Drapeau de la Suède | Drapeau de l'Arménie | Drapeau de l'Irlande du Nord (drapeau du Royaume-Uni) | Drapeau du Portugal | Drapeau de la Bulgarie | Drapeau de la Suisse | Drapeau des Pays-Bas | Drapeau de la Pologne | Drapeau du Liechtenstein | Drapeau du Portugal | Drapeau de l'Espagne | Drapeau de la Russie | Drapeau de la France | Drapeau de la Tchéquie | Drapeau du Portugal |
| Compétition                 |                        |                      |                      |                      |                      |                   |                       |                       |                                                       |                         |                      |                      |                     |                      |                                                       |                     |                        |                      |                      |                       |                          |                     |                      |                      |                      |                        |                     |

- = Qualifications Euro 2004
- = Euro 2004
- = Match amical

### Groupe 6
| Rang | Équipe          | Pts | J | G | N | P | Bp | Bc | Diff |  | Résultats (▼ dom., ► ext.) |     |     |     |     |     |
| ---- | --------------- | --- | - | - | - | - | -- | -- | ---- |  | -------------------------- | --- | --- | --- | --- | --- |
| 1    | Grèce           | 18  | 8 | 6 | 0 | 2 | 8  | 4  | +4   |  | Grèce                      |     | 0-2 | 1-0 | 2-0 | 1-0 |
| 2    | Espagne         | 17  | 8 | 5 | 2 | 1 | 16 | 4  | +12  |  | Espagne                    | 0-1 |     | 2-1 | 3-0 | 3-0 |
| 3    | Ukraine         | 10  | 8 | 2 | 4 | 2 | 11 | 10 | +1   |  | Ukraine                    | 2-0 | 2-2 |     | 4-3 | 0-0 |
| 4    | Arménie         | 7   | 8 | 2 | 1 | 5 | 7  | 16 | -9   |  | Arménie                    | 0-1 | 0-4 | 2-2 |     | 1-0 |
| 5    | Irlande du Nord | 3   | 8 | 0 | 3 | 5 | 0  | 8  | -8   |  | Irlande du Nord            | 0-2 | 0-0 | 0-0 | 0-1 |     |

## Effectif pour la phase finale au Portugal
Sélectionneur : Otto Rehhagel
| No. | Pos.      | Joueur                 | Date de naissance et âge | Sélec. | Club             |
| --- | --------- | ---------------------- | ------------------------ | ------ | ---------------- |
| 1   | Gardien   | Antónios Nikopolídis   | 14 janvier 1971          | 42     | Panathinaïkos    |
| 2   | Défenseur | Yoúrkas Seïtarídis     | 4 juin 1981              | 18     | Panathinaïkos    |
| 3   | Défenseur | Stélios Venetídis      | 19 novembre 1976         | 36     | Olympiakos       |
| 4   | Défenseur | Níkos Dabízas          | 3 août 1973              | 67     | Leicester City   |
| 5   | Défenseur | Traïanós Déllas        | 31 janvier 1976          | 16     | AS Rome          |
| 6   | Milieu    | Ángelos Basinás        | 3 janvier 1976           | 42     | Panathinaïkos    |
| 7   | Milieu    | Theódoros Zagorákis    | 27 octobre 1971          | 88     | AEK Athènes      |
| 8   | Milieu    | Stélios Yannakópoulos  | 12 juillet 1974          | 36     | Bolton           |
| 9   | Attaquant | Ángelos Charistéas     | 9 février 1980           | 26     | Werder Brême     |
| 10  | Milieu    | Vasílios Tsiártas      | 12 novembre 1972         | 57     | AEK Athènes      |
| 11  | Attaquant | Démis Nikolaïdis       | 17 septembre 1973        | 50     | Atlético Madrid  |
| 12  | Gardien   | Konstantínos Chalkiás  | 30 mai 1974              | 4      | Panathinaïkos    |
| 13  | Gardien   | Fánis Kateryannákis    | 16 février 1974          | 6      | Olympiakos       |
| 14  | Défenseur | Panayótis Fýssas       | 12 juin 1973             | 30     | Benfica Lisbonne |
| 15  | Attaquant | Zísis Vrýzas           | 9 novembre 1973          | 45     | Fiorentina       |
| 16  | Milieu    | Pantelís Kafés         | 24 juin 1978             | 18     | Olympiakos       |
| 17  | Milieu    | Yórgos Yeoryádis       | 8 mars 1972              | 57     | Olympiakos       |
| 18  | Défenseur | Yánnis Goúmas          | 24 mai 1975              | 27     | Panathinaïkos    |
| 19  | Défenseur | Michális Kapsís        | 18 octobre 1973          | 8      | AEK Athènes      |
| 20  | Milieu    | Yórgos Karagoúnis      | 6 mars 1977              | 30     | Inter de Milan   |
| 21  | Milieu    | Kóstas Katsouránis     | 21 juin 1979             | 5      | AEK Athènes      |
| 22  | Attaquant | Dimítrios Papadópoulos | 20 septembre 1981        | 6      | Panathinaïkos    |
| 23  | Milieu    | Vasílios Lákis         | 10 septembre 1976        | 29     | AEK Athènes      |